# Kościół św. Michała w Gruszczynie
Kościół św. Michała – kościół katolicki, później zbór ariański znajdujący się na górze św. Michała w Gruszczynie, zniszczony prawdopodobnie w XVII lub XVIII wieku.

## Historia
Ruiny kościoła wykazują podobieństwo do późnogotyckich prowincjonalnych kościołów małopolskich, głównie tych budowanych pod koniec XVI wieku. Budowla została wybudowana na osi wschód-zachód. Zachowały się jedynie ściany boczne, prezbiterium oraz mury zakrystii.
Ruiny zostały wpisane do gminnej ewidencji zabytków gminy Krasocin.